# 岡田裕成
岡田 裕成（おかだ ひろしげ、1963年 - ）は、日本の西洋美術史学者、大阪大学教授。専門は初期近代スペイン・ラテンアメリカ美術。

## 経歴
神奈川県生まれ。大阪大学文学部美学科（西洋美術史）卒、1989年同大学院文学研究科博士前期課程（芸術学）修了。1989年から91年にスペイン学術研究高等院歴史学研究所奨学生。1992年大阪大学大学院文学研究科博士後期課程中退。1992年から1994年に鳴門教育大学助手、1994年から1997年に大阪大学文学部助手、1997年から2007年に福井大学教育地域科学部助教授、2007年から2016年に大阪大学文学研究科文化表現論専攻准教授、2016年より同教授。2015年、『ラテンアメリカ　越境する美術』で木村重信民族藝術学会賞を受賞。2020年、「香雪美術館蔵《レパント戦闘図屏風》：主題同定と制作環境の再検討」で第32回國華賞（令和２年度）を受賞。

## 主な著書
- 『ラテンアメリカ　越境する美術』筑摩書房 2014

### 編著
- 『帝国スペイン　交通する美術』三元社 2022

### 共著
- 『南米キリスト教美術とコロニアリズム』齋藤晃共著、名古屋大学出版会 2007